# Ария Ли
Ария Ли (англ. Aria Lee; род. 7 июня 2000[…], Лос-Анджелес, Калифорния, США) — американская порноактриса и эротическая фотомодель.
Ария Ли родилась 7 июня 2000 года в Лос-Анджелесе. Начала карьеру в порноиндустрии в середине 2018 года.
Она снялась более чем в 120 сценах; участвовала во многих сценах группового секса.
Ария ведет активную деятельность в Twitter, где общается со своей аудиторией и делится аспектами своей профессиональной и личной жизни.

## Награды и номинации
| Год  | Награда    | Результат | Категория                                   | Фильм        |
| ---- | ---------- | --------- | ------------------------------------------- | ------------ |
| 2020 | AVN Awards | Номинация | Лучшая новая старлетка                      | н/д          |
| 2020 | AVN Awards | Номинация | Лучшая сцена секса — виртуальная реальность | Daddy Issues |
| 2020 | AVN Awards | Номинация | Fan Award: Hottest Newcomer                 | н/д          |
| 2020 | AVN Awards | Номинация | Fan Award: Most Epic Ass                    | н/д          |
| 2021 | AVN Awards | Номинация | Лучшая лесбийская групповая сцена           | Popular      |